# Guobin Shen
Guobin Shen (geboren 1. März 1984 in Zhejiang; gestorben 28. Mai 2024 in Stuttgart) war ein chinesisch-deutscher Architekt, der mit Florian Kaiser das Architekturbüro Atelier Kaiser Shen Architekten gründete. Er entwickelte mit Florian Kaiser das Projekt Leben in der Vorstadt Schorndorf für die Internationale Bauausstellung 2027 StadtRegion Stuttgart.

## Leben

### Ausbildung und Berufserfahrung
Mit 22 Jahren begann Shen an der Universität Stuttgart Architektur und Stadtplanung zu studieren. Er schloss das Studium 2012 mit mehreren Auszeichnungen ab. An der Universität befreundete er sich mit Florian Kaiser und unternahm mit ihm Reisen nach Italien, China und Marokko, wobei sie gemeinsame Ansichten über Architektur entwickelten. Schon als Student war Shen beteiligt an einem Universitätsprojekt in Xi’an. Er schrieb eine Examensarbeit mit dem Titel „L’Aquila, Wiederbelebung einer Ruinenstadt“, die er gemeinsam mit Florian Kaiser verfasste und die internationale Beachtung fand.
Nach dem Studium arbeitete Shen in verschiedenen Architekturbüros in Stuttgart, Basel und Shanghai, unter anderem bei Herzog & de Meuron und bei kreuger wilkins architekten.

### Atelier Kaiser Shen Architekten
Shen und Kaiser führten das Atelier Kaiser Shen Architekten seit 2017. Firmensitz ist Stuttgart. Die beiden entwarfen Gebäude, die bezahlbar, menschenfreundlich und nachhaltig sind.

„Wir reden immer zuerst über die Haltung und die Atmosphäre, bevor wir über konkrete Lösungsansätze sprechen.“

Bauen war für Shen eine Weiterarbeit am Bestehenden. Häuser waren Raumangebote, die sich in Schichten entwickeln durften – gerne auch durch die Aktivitäten der Bewohner.
Im ersten gemeinsamen Projekt, dem Mikrohofhaus, setzten sie traditionelle Wohnformen aus Nordafrika oder China in ein modernes Gebäude um.

„Das Mikrohofhaus ist ein schwäbisches Haus, weil es so klein ist – mit einem chinesischen Hof“

In einem weiteren Projekt, dem Haus Hoinka entwickelten sie einen Prototyp für Siedlungsbauweise. Auf Antrag des Bauherren realisierten sie das Zweifamilienhaus mit Lehm, Stroh und Holz, entwarfen einen flurfreien Grundriss und ermöglichten es den Bewohnern, im Erdgeschoss eigene Raumnutzungskonzepte zu entwickeln.
In das IBA-Projekt „Leben in der Vorstadt“ brachte Shen seine Vorstellungen von Gemeinschaftsleben ein. Das Projekt wurde von der neu gegründeten Baugenossenschaft RemstalLeben ausgeschrieben. Das Atelier Kaiser Shen Architekten gewann 2022 den ersten Platz. Um das Hofgelände eines ehemaligen Bauernhofes herum sollen 45 Wohneinheiten entstehen. Das Konzept sieht eine ökologische und kostenreduzierte Bauweise vor. Die umbauten Räume sollen flexibel nutzbar sein und ein gemeinschaftlich organisiertes Leben ermöglichen.

### Lehrtätigkeiten
Von 2014 bis 2016 lehrte Shen am Städtebau-Institut der Universität Stuttgart unter den Professoren Helmut Bott und Franz Pesch. Von 2016 bis 2021 lehrte er am Institut für Raumkonzeptionen und Grundlagen des Entwerfens (IRGE) unter Professor Markus Allmann an der Universität Stuttgart.

### Privates
Shen starb mit 40 Jahren bei einem Kletterunfall.

### Auszeichnungen
Shen wurde zusammen mit Kaiser wie folgt ausgezeichnet:
- 2017: Wohnterrassen am Schillereck, 1. Preis für den Entwurf zur Sanierung eines Wohnhochhauses in Aschaffenburg auf der Europan 14[9]
- 2020: Berufung in den Bund Deutscher Architektinnen und Architekten (BDA)
- 2023: „Häuser des Jahres 2023“ des Deutschen Architekturmuseums und des Callwey-Verlags
- 2024: Auszeichnung beim AR House Award der Zeitschrift Architectural Review, London
- 2024: Sonderpreis beim Häuser-Award 2024 der Bundesstiftung Baukultur

## Projekte
Diese Projekte entwickelten Shen und Kaiser zusammen:
- 2018: Mikrohofhaus, Ludwigsburg[3][10]
- 2022: Einzelausstellung des Büros mit dem Titel „Unfertige Häuser“ in der Architekturgalerie am Weißenhof
- 2023: Strohballenhaus Hoinka, Zweifamilienhaus, Keltergasse 5, Pfaffenhofen bei Heilbronn[10]
- 2024 Baubeginn: Leben in der Vorstadt, Gebäudeensemble für ca. 80 Personen, Projekt der Internationalen Bauausstellung 2027 StadtRegion Stuttgart, Schorndorf[2]

## Veröffentlichungen
- mit Florian Kaiser: Unfertige Häuser. Ausstellungskatalog. Edition Axel Menges, Stuttgart 2022, ISBN 978-3-86905-031-7 (deutsch, chinesisch). Inhaltsverzeichnis